# Toyota Corolla E140
Pour un article plus général, voir Toyota Corolla.
La Toyota Corolla modèle E140 est une berline compacte du constructeur automobile japonais Toyota sortie en octobre 2006 au Japon puis début 2008 aux États-Unis et au Canada. Elle est la 10e génération de Corolla, et n'est plus vendue en France mais reste proposée dans certains pays d'Europe et surtout en Chine ainsi qu'en Inde et en Afrique.

## Présentation

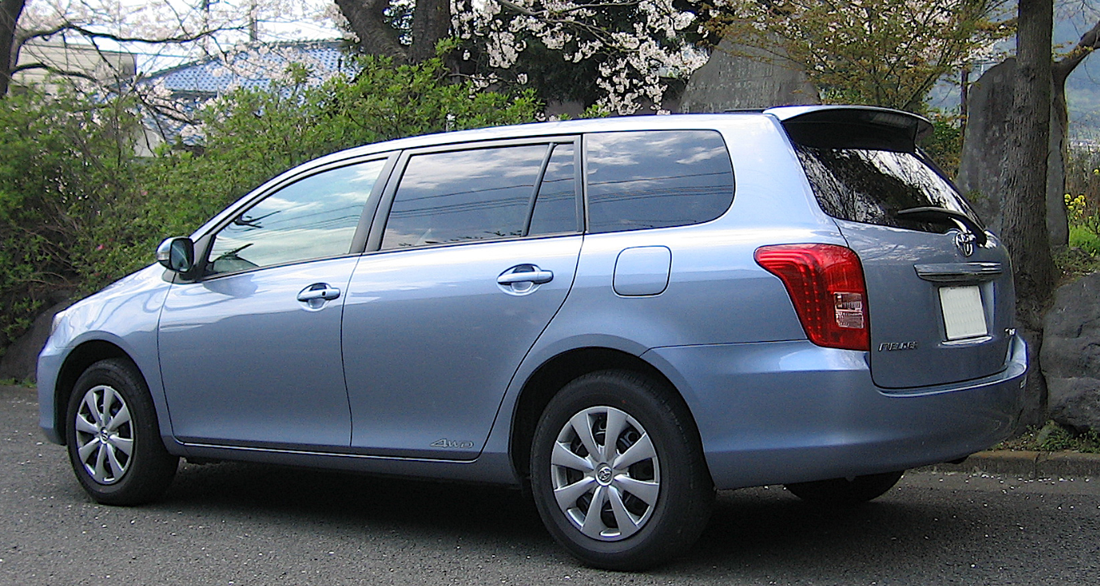
La Corolla break, appelée Corolla Fielder au Japon.

Au Japon, la Corolla existe en berline 4 portes appelée Corolla Axio ou en break appelé Corolla Fielder. Cette seconde variante de carrosserie est réservée au marché japonais. La gamme de moteurs se compose d'un 1 496 cm3 de 110 ch lorsque la Corolla est une traction, ou de 105 ch lorsqu'elle est livrée en quatre roues motrices. Elle est aussi proposée avec un 1 797 cm3 de 144 ch en traction ou de 133 ch en 4x4. Puissance augmentée en cours de carrière puisqu'à la sortie de la Corolla fin 2006, le 1,8 litre développait respectivement 136 et 125 ch. Seul le marché japonais peut profiter des versions à quatre roues motrices. Une boîte manuelle 5 vitesses est proposée (uniquement sur le 1.5) mais l'essentiel des ventes de Corolla au Japon se font avec une boîte automatique à variateur CVT.
La gamme américaine ne retient que le 1,8 litre, en version 132 ch et en deux roues motrices. Un 2,4 litres de 158 ch a été proposé au début mais il a rapidement quitté le catalogue. Comme au Japon, Toyota propose une boîte manuelle 5 vitesses sur la Corolla, mais le gros des ventes est réalisé, ici, avec une transmission automatique à convertisseur à 4 vitesses.
Pour les marchés indien et africains, la Corolla est aussi proposée avec le diesel Toyota, le 1.4 D-4D.
En Europe enfin, la gamme Corolla comprend le 1 329 cm3 100 ch largement répandu chez Toyota (Yaris, Auris, Urban Cruiser...), un 1 598 cm3 de 132 ch et deux Diesel : le 1.4 D-4D de 90 ch et le 2.0 D-4D en version 126 ch. Sur l'Ancien Continent, les Corolla sont toujours des berlines à deux roues motrices et majoritairement équipées d'une boîte manuelle à 6 vitesses.